# Kaliště (Pelhřimov)
Kaliště é uma comuna checa localizada na região de Vysočina, distrito de Pelhřimov.